# Бакшалинські плавні
Бакшали́нські пла́вні — ландшафтний заказник місцевого значення в Україні. Розташований на території Доманівського району Миколаївської області, у межах Зеленоярської сільської ради.
Площа — 96,06 га. Статус надано згідно з рішенням Миколаївської обласної ради від № 8 від 02.02.2013 року задля охорони флористичних комплексів заплави річки Бакшала.
Заказник розташований по обидва береги річки Бакшала, розташований у Бакшалинському коридорі у широтному напрямку між селами Новолікарське та Зелений Яр.